# احرير (اغبالة)
احرير هي إحدى مشيخات المملكة المغربية، تتبع جغرافيا لإقليم بني ملال وإداريًا لاغبالة. يقدر عدد سكانها بـ 559 نسمة حسب الإحصاء الرسمي للسكان والسكنى لسنة 2004.